# Ryszard Katus

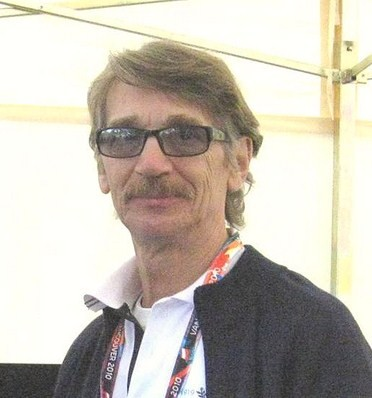
Ryszard Katus 2009

Ryszard Katus (* 29. März 1947 in Boska Wola) ist ein ehemaliger polnischer Leichtathlet. Der 1,84 m große und in seiner Wettkampfzeit 81 kg schwere Katus gewann 1972 die olympische Bronzemedaille im Zehnkampf.

## Karriere
Bei den Europameisterschaften 1971 in Helsinki belegte Katus mit 7417 Punkten den 14. Platz. Im Jahr darauf bei den Olympischen Spielen 1972 in München lag Katus vor dem abschließenden 1500-Meter-Lauf auf dem vierten Platz, mit 7984 Punkten gewann er schließlich Bronze hinter Mykola Awilow (mit Weltrekord) und Leonid Lytwynenko, der mit 4:05,9 Minuten vom achten auf den zweiten Platz vorrückte. Im September 1973 wurde in Bonn das Finale des ersten Europacups der Mehrkämpfer ausgetragen. In der Einzelwertung gewann der Schwede Lennart Hedmark vor dem Franzosen Yves LeRoy. Katus wurde mit 7836 Punkten Sechster, gewann aber zusammen mit Ryszard Skowronek und Tadeusz Janczenko den Europacup.  
Bei den Europameisterschaften 1974 in Rom erreichte Katus 7920 Punkte und wurde Fünfter, hatte aber über 200 Punkte Rückstand auf Bronze. 
Im Zehnkampf bei den Olympischen Spielen 1976 in Montreal erreichte Katus 7616 Punkte und belegte den zwölften Platz. 
Katus wurde 1974, 1975 und 1978 polnischer Meister. Er startete für Gwardia Warschau.